# Adri Vogels
Adrianus (Adri) Remigius Maria Vogels (Son en Breugel, 31 augustus 1941 – Eindhoven, 9 januari 2022) was een Nederlands voetballer. Hij kwam uit voor VV SBC en een periode voor PSV.
Hij speelde voor PSV in de periode 1963 tot 1967. Hij was als semiprof vaste reserve en kwam tot twee optredens in het eerste elftal. Wel kwam hij in het tweede elftal veel aan spelen toe.
PSV nam Adri Vogels in juni 1963 over van SBC voor het bedrag van ƒ 3.000,-
Na zijn periode bij PSV keerde Vogels terug bij SBC in het eerste elftal. Na een meniscusblessure op 34-jarige leeftijd speelde hij alleen nog bij het vijfde elftal. Na zijn spelerscarrière werd hij achtereenvolgens jeugdtrainer en trainer van het eerste elftal van SBC.
Vogels was getrouwd en had twee zonen.